# Malvina Poulain
Malvina Poulain, född 1851, död 1921, var en fransk kommunist. 
Hon är känd för sitt stöd till Pariskommunen 1870-71. 